# Церква Андрія Первозванного (Красний Сулин)
Церква Андрія Первозванного (рос. Церковь Андрея Первозванного) — церква в місті Красний Сулин, Ростовської області. Побудована в 1888 році, зруйнована в 1966 році.
Адреса храму: Росія, Ростовська область, Красносулинський район, м. Красний Сулин, вул. Кронштадтська, 5 .

## Історія
У 1870-х роках біля селища Сулиновского побудовано завод, у зв'язку з цим населення селища швидко збільшилося. Для духовної опіки віруючих у селищі виникла потреба у побудові православного храму.
Церква Андрія Первозванного булапобудована в 1872 році на кошти правнучки Андрія Сулина, Віри Андріївни Юдіної, яка пожертвувала пологовий будинок Сулиних Сулиновському селянському суспільству під спорудження церкви Святого Апостола Андрія Первозванного. На ці кошти в Сулині побудована кам'яна церква. У 1882 році до церкви прибудована дзвіниця. У нової церкви були кам'яні стіни, дерев'яний купол, ліхтар та залізна покрівля з трьома головами, на яких височіли 3 залізних хреста. Навколо церкви була кам'яна огорожа. Іконостас і царські двері включали зображення Спасителя, Божої Матері та інших святих.
В церкві було три престоли. Головний престол — освячений в ім'я Св. Апостола Андрія Первозванного; південний — побудований в 1898 році — в ім'я Св. Пантелеймона; північний — побудований в 1898 році — на честь Похвали Пресвятої Богородиці.
Згідно з указом святійшого Синоду Андріївської церкви штат храму складався з 2-х священиків, диякона та 2-х псаломщиків. Першим священиком храму Андрія Первозванного став Петро Попов.
У 1910 році храм відремонтовано, навколо нього споруджена залізна огорожа на кам'яному фундаменті.
При храмі працювала церковно-приходська школа, була бібліотека.
4 серпня 1963 року храм був закритий і служби в ньому більше не проводилися, його церковне начиння та ікони перевезли у Свято-Покровський храм у селищі Козацьке. У 1966 році в храмі сталася пожежа, від якої він був зруйнований.

## Святині
Євангеліє на Олександрійському папері; хрест срібловизолоченний 84 проби.